# Gentian Selmani
Gentian Selmani est un footballeur albanais né le 9 mars 1998 à Krujë. Il évolue au poste de gardien de but avec le club turc de Menemenspor (en).

## Biographie

### En club
En janvier 2015, il rejoint le KS Kastrioti. Le 7 février 2015, il fait ses débuts contre le KS Iliria Fushë-Krujë (défaite à l'extérieur 1-0). 
Le 1er août 2015, il signe en faveur du KF Laç. Dès sa première apparition, il remporte la Supercoupe contre le KF Skënderbeu Korçë, après une séance de tirs au but. Il arrête le tir de Bruno Lulaj (en), et permet à son club de remporter la première Supercoupe de son histoire. 

### En sélection
Avec les espoirs, il inscrit, chose rare pour un gardien, un but lors d'une rencontre face à la Biélorussie.
Le 22 mars 2019, il figure pour la première fois sur le banc des remplaçants de l'équipe d'Albanie, mais sans entrer en jeu, lors d'une rencontre face à la Turquie. Ce match perdu 0-2 rentre dans le cadre des éliminatoires de l'Euro 2020.

## Palmarès
- Finaliste de la Coupe d'Albanie en 2016 et 2018 avec le KF Laç
- Vainqueur de la Supercoupe d'Albanie en 2015 avec le KF Laç
- Finaliste de la Supercoupe d'Albanie en 2018 avec le KF Laç
- Premier du groupe 4 Ligue C lors de la Ligue des Nations UEFA en 2020 avec l'Albanie